# ドラマ23
『ドラマ23』（ドラマ ツースリー）は、1987年10月から1989年9月までの2年間、TBS系列で編成されていた帯ドラマの放送枠である。放送時間は、毎週月曜から木曜23:00 - 23:28（JST） 。

## 概要
TBS系列では1987年10月から22時枠にニュース番組（『JNNニュース22プライムタイム』→『ニュースデスク88／89）』が編成され、それに代わる帯ドラマの放送枠として本枠が設けられた。基本的に1週(4話)完結でコメディタッチのショートシリーズを中心に放送。また、『白鳥麗子でございます!』は本枠で初めてドラマ化された。
1989年10月の『筑紫哲也 NEWS23』スタートに伴い、本枠は廃止された。その後、単発サスペンス作品の放送枠が土曜日から月曜日に移動したことから、コメディタッチのドラマ作品を中心とした放送枠は、土曜22時の『ドラマチック22』へ引き継がれ、1989年10月から1991年3月まで放送された。

## 放送作品一覧
太字は2週に亘って放送された作品

### 1987年
| 回数 | 放送日              | タイトル             | 主な出演者                                                                | 原作                  | 脚本              | 監督 （演出）     |
| ---- | ------------------- | -------------------- | ------------------------------------------------------------------------- | --------------------- | ----------------- | ----------------- |
| 1    | 10月5日～ 10月8日   | ビデオ・パーティ     | 秋吉久美子、夏木マリ、佐藤慶、三宅裕司                                    | 林真理子              | 佐藤繁子 岩佐憲一 | 大山勝美          |
| 2    | 10月12日～ 10月15日 | むかし遊んだ二人     | いしだあゆみ、小川知子                                                    |                       | 松原敏春          | 松本健            |
| 3    | 10月19日～ 10月22日 | TOKYO愛情物語        | かとうかずこ、宮崎美子、かたせ梨乃、伊武雅刀                              | 森瑤子                | 金子成人          | 真船禎            |
| 4    | 10月26日～ 10月29日 | とまどいの日々       | 板東英二、有森也実                                                        | 青島幸男              | 水谷龍二          | 坂崎彰            |
| 5    | 11月2日～ 11月12日  | 典奴どすえ!          | 賀来千香子、地井武男、藤田弓子、長塚京三                                  | 森下典子              | 佐伯俊道 金谷祐子 | 山本邦彦 江崎実生 |
| 6    | 11月16日～ 11月19日 | 愛人マンション       | 池上季実子、名高達郎、南果歩、 三上博史、三宅裕司、中田喜子               | 里中満智子            | 塩田千種 石堂淑朗 | 竜至政美          |
| 7    | 11月23日～ 11月26日 | 六本木シンデレラ伝説 | 川上麻衣子、石立鉄男、寺田農、 杉本哲太、可愛かずみ                       |                       | 福田陽一郎        | 加藤彰            |
| 8    | 11月30日～ 12月3日  | 夜ごとのラブソング   | 篠ひろ子、杉田二郎、竜雷太、 泉谷しげる、野々村真                         |                       | 松原敏春          | 松本健            |
| 9    | 12月7日～ 12月10日  | やさしく歌って、殺人 | 浅田美代子、細川俊之、沖田浩之                                            | 佐野洋                | 岡本克己          | 浅生憲章          |
| 10   | 12月14日～ 12月17日 | 隣りの未亡人         | 竜雷太、二宮さよ子、松本留美、新田純一、 秋野太作、内田勝正、鈴木ヒロミツ |                       | 横光晃            | 瀬川昌治          |
| 11   | 12月21日～ 12月24日 | 不倫のマドンナたち   | 高田純次、沢田和美、辻沢杏子、岡本麗                                      | 阿部牧郎 「幸福伝説」 | 大原豊            | 水島総            |

### 1988年
| No | 放送日              | タイトル                    | 主な出演者 | 原作                       | 脚本                  | 監督 （演出）     |
| -- | ------------------- | --------------------------- | --- | -------------------------- | --------------------- | ----------------- |
| 12 | 1月4日～ 1月7日     | 恋人関係                    | 緒形拳、鷲尾いさ子、光本幸子、 小林聡美、阿藤海                                                                                     | 森村誠一                   | 今野勉                | 坂崎彰            |
| 13 | 1月11日～ 1月14日   | ママは幽霊がお好き          | 市毛良枝、大竹まこと、萩原流行 |                            | 尾西兼一              | 雨宮望            |
| 14 | 1月18日～ 1月28日   | 妻                          | 名取裕子、峰岸徹、榎木孝明、馬渕晴子                                                                                                |                            | 西沢裕子              | 坂崎彰            |
| 15 | 2月1日～ 2月11日    | 愛と復讐の海                | 浅野ゆう子、京本政樹、藤堂新二、根上淳                                                                                              | [ 1 ]                      | 久保田圭司            | 土井茂            |
| 16 | 2月15日～ 2月18日   | だまし絵の女                | かたせ梨乃、前田吟、鈴木清順、 本田博太郎、ケーシー高峰                                                                             |                            | 和泉聖治 熊埜御堂郁代 | 和泉聖治          |
| 17 | 2月22日～ 3月3日    | 桂三枝の家政婦さん          | 桂三枝（現・六代文枝）、名古屋章、 朝丘雪路、辻沢杏子                                                                               |                            | 横田与志              | 小山幹夫          |
| 18 | 3月7日～ 3月10日    | さまざまな夜                | 矢崎滋、森下愛子、もたいまさこ、斎藤洋介                                                                                            |                            | 福田陽一郎            | 和田旭            |
| 19 | 3月14日～ 3月17日   | 不倫の恋日記                | 石田えり、坂上忍、江藤潤 |                            | 尾西兼一              | 山田高道          |
| 20 | 3月21日～ 3月24日   | 殺したい女                  | 古舘伊知郎、木内みどり、 目黒祐樹、相楽晴子                                                                                         |                            | 鹿水晶子              | 杉村六郎          |
| 21 | 3月28日～ 3月31日   | モト子せんせいの場合        | 柏原芳恵、石黒賢、森本レオ、 室井滋、山下容里枝                                                                                     | さべあのま                 | 塩田千種              | 今関あきよし      |
| 22 | 4月4日～ 4月14日    | 別れぬ理由                  | 小川知子、山城新伍、岡江久美子、 渡辺裕之、森本レオ                                                                                 | 渡辺淳一                   | 井沢満                | 大山勝美 鈴木利正 |
| 23 | 4月18日～ 4月21日   | 帰っていいのよ、 今夜も     | 樋口可南子、伊武雅刀、戸田恵子 | 山下勝利                   | 松原敏春              | 堀川とんこう      |
| 24 | 4月25日～ 4月28日   | 恋のタイトロープ            | 手塚理美、森下愛子、 川上麻衣子、せんだみつお                                                                                       |                            | 金谷祐子              | 山本邦彦          |
| 25 | 5月2日～ 5月5日     | コント赤信号の 東京恋愛事情 | コント赤信号、井森美幸、 高樹沙耶、名古屋章                                                                                         | 永倉万治                   | 布勢博一              | 中村金太          |
| 26 | 5月9日～ 5月12日    | マル調の女                  | かたせ梨乃、近藤正臣、寺田農 |                            | 安斉あゆ子            | 山口和彦          |
| 27 | 5月16日～ 5月19日   | 愛人マンションII            | 池上季実子、三上博史、三宅裕司、 清水由貴子、南果歩                                                                                 | 里中満智子                 | 塩田千種              | 竜至政美          |
| 28 | 5月23日～ 5月26日   | 誘われて                    | 大谷直子、佐藤B作、村井国夫 | 森瑤子                     | 水谷龍二              | 小澤啓一          |
| 29 | 5月30日～ 6月2日    | プロポーズは週末に          | 奥田瑛二、南条玲子、渡辺えり子、 石田えり、清水ひとみ                                                                               |                            | 水谷龍二              | 鈴木利正          |
| 30 | 6月6日～ 6月9日     | 妻が夫を疑うとき            | 浅田美代子、名高達郎、目黒祐樹、阿木燿子                                                                                            |                            | 布勢博一              | 高井牧人          |
| 31 | 6月13日～ 6月23日   | おじさん改造講座            | 賀来千香子、地井武男、長塚京三、 富士真奈美、甲斐智枝美                                                                             | 清水ちなみ 古屋よし        | 佐伯俊道 田渕久美子   | 江崎実生          |
| 32 | 6月27日～ 6月30日   | 涙日記                      | 山田邦子、芦川よしみ、織田裕二、平田満                                                                                              |                            | 一色伸幸              | 脇田時三          |
| 33 | 7月4日～ 7月7日     | 危険なラブコール            | 渡辺徹、風吹ジュン、二階堂千寿、 岡本信人、もたいまさこ、 山口美也子、天久美智子、西田絵里                                          |                            | 鶉野昭彦              | 白井博            |
| 34 | 7月11日～ 7月14日   | さまざまな夜2               | 森下愛子、矢崎滋、もたいまさこ、 斎藤洋介、小倉久寛（声の出演）、 室井滋（声の出演）                                                |                            | 福田陽一郎            | 和田旭            |
| 35 | 7月18日～ 7月28日   | 愛と憎しみの河              | 黒木瞳、石田純一、岡本舞、野際陽子、 宅麻伸、谷口香、神山繁                                                                         | [ 1 ]                      | 大原豊                | 土井茂            |
| 36 | 8月1日～ 8月4日     | 順送りの恋人                | 斉藤慶子、鶴見辰吾、山口良一、 橋幸夫、佐原健二                                                                                     | 阿部牧郎                   | 大原豊                | 小原宏裕          |
| 37 | 8月8日～ 8月18日    | 悪女聖書                    | 高樹沙耶、船越英一郎、比企理恵、藤木孝、 高沢順子、竹内力、高野真二                                                                 | 池田悦子 牧美也子          | 酒井あきよし          | 山内柏            |
| 38 | 8月22日～ 8月25日   | 鎌倉を旅する女たち          | 山本陽子、夏木陽介、高畑淳子、 清水由貴子、阿藤海、マイケル富岡                                                                     |                            | 矢島正雄              | 竜至政美 大室清   |
| 39 | 8月29日～ 9月1日    | ひと夏の体験                | 国生さゆり、井森美幸、髙嶋政宏、久保田篤                                                                                            |                            | 吉本昌弘              | 吉田啓一郎        |
| 40 | 9月5日～ 9月8日     | 山田太一のジャンプ          | 江守徹、遥くらら、山本亘、 岡安由美子、すまけい                                                                                     | 山田太一                   | 福田陽一郎            | 高橋一郎          |
| 41 | 9月12日～ 9月15日   | とまどいの夜                | 板東英二、かとうかずこ、 豊原功補、網浜直子                                                                                         |                            | 水谷龍二              | 坂崎彰            |
| 42 | 9月19日～ 9月22日   | バーゲンセールの 女たち     | 萬田久子、井上順、本田博太郎、 大塚良重、広岡瞬、梅津栄                                                                             | 川内康範                   | 白井更生              | 原田雄一          |
| 43 | 9月26日～ 9月29日   | お見合いフルコース          | 小川知子、長塚京三、石倉三郎、 絵沢萠子、根本里生子、岩崎加根子、 あき竹城、内藤剛志、可愛かずみ、 阿木耀子、寺島まゆみ、遠藤由美子 | 板本洋子 「現代結婚 事情」 | 高村美智子            | 真船禎            |
| 44 | 10月3日～ 10月6日   | 原宿・かぐや姫伝説          | 原田貴和子、上原謙、竹中直人、石丸謙二郎                                                                                            |                            | 折戸伸弘              | 藤井克彦          |
| 45 | 10月10日～ 10月13日 | 隣りの奥さん                | 岩下志麻、佐藤B作、荒木しげる、安部徹                                                                                               | 田辺聖子                   | 大石静                | 松島稔            |
| 46 | 10月17日～ 10月20日 | OL博徒                      | 山口美江、渡辺正行、山本耕一、小宮孝泰、 加藤武、マイケル富岡、もたいまさこ                                                         | 胡桃沢耕史                 | 南ちひろ              | 中山秀一          |
| 47 | 10月24日～ 10月27日 | 殺したい女・2               | 木内みどり、佐藤B作、秋川リサ、五代高之                                                                                             |                            | 鹿水晶子              | 吉田啓一郎        |
| 48 | 10月31日～ 11月3日  | 23時の女たち                | 浅野ゆう子、秋野暢子、安田成美、南条玲子、 山村美智子、田山涼成、三宅裕司                                                           |                            | 佐藤繁子              | 吉田秋生          |
| 49 | 11月7日～ 11月10日  | バカな女の結婚願望          | 山下真司、南果歩、可愛かずみ、 黒田福美、もたいまさこ                                                                               |                            | 金谷祐子              | 和田旭            |
| 50 | 11月14日～ 11月24日 | こまったもんだ THEY!?       | 国生さゆり、寺尾聰、野々村真、 森川由加里、香川京子、李麗仙、 円谷浩、小堺一機、田中邦衛、 五大路子、泉谷しげる、別所哲也           | Dream・B                   | 関根俊夫              | 山田亜紀 松本健   |
| 51 | 11月28日～ 12月1日  | オレンジ色の診察室          | 美保純、伊東四朗、あき竹城、柳沢慎吾                                                                                                |                            | 中山恵子              | 山内宗信          |
| 52 | 12月5日～ 12月15日  | 下町の空は茜色              | 三田村邦彦、有森也実、野口五郎、 池波志乃、藤田弓子、本間優二、奥村公延                                                             | 佐藤愛子                   | 大石静                | 柴田敏行          |
| 53 | 12月19日～ 12月22日 | 成田・舞浜クリスマス        | 宮崎萬純、吉村明宏、高岡健二、 斉藤隆治、甲斐智枝美                                                                                 |                            | 及川中                | 上垣保朗          |

### 1989年
| No | 放送日            | タイトル                        | 主な出演者                                                                                       | 原作                        | 脚本                | 監督 （演出） |
| -- | ----------------- | ------------------------------- | ------------------------------------------------------------------------------------------------ | --------------------------- | ------------------- | ------------- |
| 54 | 1月4日～ 1月12日  | パパが私で私がパパで            | 小野寺昭、三田寛子、野々村真、 木野花、宮下直紀                                                  |                             | 岩佐憲一            | 飯島敏宏      |
| 55 | 1月16日～ 1月19日 | ビートたけし殺人事件            | そのまんま東、かとうかずこ、 ガダルカナル・タカ                                                  | そのまんま東                | 奥村俊雄            | 難波一弘      |
| 56 | 1月23日～ 1月26日 | コント赤信号の ゴールドラッシュ | コント赤信号、工藤夕貴                                                                           |                             | 布勢博一            | 真船禎        |
| 57 | 1月30日～ 2月2日  | 血液型恋の戦士                  | 天宮良、高木美保、加藤善博、 松本伊代、高樹沙耶                                                  |                             |                     |               |
| 58 | 2月6日～ 2月9日   | こんな男と 暮らしてみたい       | 藤真利子、石黒賢、渡辺えり子、 大地康雄、かたせ梨乃、渡辺正行                                    | 水上洋子                    | 水谷龍二            | 清弘誠        |
| 59 | 2月13日～ 2月16日 | 社長、電話です!!                | 愛川欽也、伊藤かずえ、白石まるみ                                                                 |                             | 山崎巌 谷口秀一     | 江崎実生      |
| 60 | 2月20日～ 2月23日 | 原色恋愛図鑑                    | 井森美幸、石黒賢、島崎俊郎、 鳥越マリ、井上彩名、小林亜星                                        | 松苗あけみ                  | 橋本以蔵            | 中山史郎      |
| 61 | 2月27日～ 3月2日  | いまさら、初恋                  | 田中好子、関根勤、長塚京三、黒田福美                                                             | 山下勝利                    | 小林竜雄            | 森山享        |
| 62 | 3月6日～ 3月9日   | 親娘不倫ゲーム                  | 山城新伍、橘ゆかり、岩本多代、 谷隼人、小宮孝泰                                                  |                             | 大原豊              | 辻理          |
| 63 | 3月13日～ 3月16日 | ウッチャンナンチャンの 純愛の街 | ウッチャンナンチャン、長山洋子、YOU、 大竹まこと、豊丸、渡辺正行                                 |                             | 河本瑞貴            | 合月勇        |
| 64 | 3月20日～ 3月23日 | クズ!!!                         | 島崎俊郎、森尾由美、RIKACO、 川俣しのぶ、高杢禎彦                                                | 秋元康 「101人の クズたち」 | 井辺清              | 遠藤環        |
| 65 | 3月27日～ 3月30日 | あいつがNo.1                    | 時任三郎、山咲千里、宇梶剛士、中村あずさ                                                         |                             | 佐伯俊道            | 萩原鐵太郎    |
| 66 | 4月3日～ 4月6日   | 紳助、典子の新婚物語            | 島田紳助、渡辺典子、吉村明宏、和田アキ子、 京本政樹、オール阪神・巨人、森恵、 水島裕子、相築彰子 | 島田紳助 （原案）           | 横田与志            | 清弘誠        |
| 67 | 4月10日～ 4月13日 | コピー室より愛をこめて          | 鈴木保奈美、鳥越マリ、金田賢一、秋本奈緒美、 桂三木助、鶴田忍、天園翔子                          |                             | 畑嶺明              | 合月勇        |
| 68 | 4月17日～ 4月20日 | 舞妓さんの初恋                  | 喜多嶋舞、仁藤優子、南田洋子、 円谷浩、中条きよし                                                |                             | 佐藤繁子            | 矢田清巳      |
| 69 | 4月24日～ 4月27日 | 私、オトナになります            | 早見優、小倉久寛、岡田眞澄、大石吾朗                                                             |                             | 岩佐憲一            | 森田光則      |
| 70 | 5月1日～ 5月4日   | 離婚+結婚=再婚                  | 小川知子、長塚京三、松本典子、木村元                                                             |                             | さかいみつお 斉藤猛 | 松本健        |
| 71 | 5月8日～ 5月11日  | 漫画チックに踊ろうよ            | 柏原芳恵、渡辺徹、室井滋                                                                         |                             | 岩佐憲一            | 川俣公明      |
| 72 | 5月15日～ 5月18日 | むかし遊んだ二人AGAIN           | いしだあゆみ、小川知子                                                                           |                             | 松原敏春            | 松本健        |
| 73 | 5月22日～ 5月25日 | 夫婦2組あぶない同居             | 斉藤慶子、布施博、小西博之、石野真子                                                             |                             | 橋本以蔵            | 高橋勝        |
| 74 | 5月29日～ 6月1日  | オレンジ色の診察室II            | 美保純、根本里生子、柳沢慎吾、 阿部祐二、篠田三郎                                                |                             | 布勢博一            | 小原宏裕      |
| 75 | 6月5日～ 6月8日   | 私は不倫仕置人                  | かたせ梨乃、沢たまき、中尾彬                                                                     |                             | 和泉聖治 宇都宮郁代 | 合月勇        |
| 76 | 6月12日～ 6月15日 | ハイミスで悪かったネ!           | 田中好子、岡本麗、松浦佐知子、 吉村明宏、花王おさむ、川田あつ子                                  |                             | 鹿水晶子            | 久野浩平      |
| 77 | 6月19日～ 6月22日 | ヒラナリ君ナリヒラ君            | 柳沢慎吾、野々村真、羽田美智子                                                                   |                             | 高橋正康            | 森田光則      |
| 78 | 6月26日～ 6月29日 | 東京ホテル物語                  | 石川秀美、大竹まこと、平田満、すまけい                                                           | 阿刀田高                    | 坂田義和            | 和泉聖治      |
| 79 | 7月3日～ 7月6日   | 愛鍵物語                        | 矢崎滋、江守徹、山口果林、 水島かおり、もたいまさこ                                              |                             | 福田陽一郎          | 和田旭        |
| 80 | 7月10日～ 7月13日 | 私をゴルフに連れてって          | 高田純次、ケーシー高峰、桂木文、 岡田奈々、塩沢とき、八神康子                                    |                             | 石原武龍            | 辻理          |
| 81 | 7月17日～ 7月20日 | さまざまな夜3                   | 小倉久寛、室井滋、高橋ひとみ                                                                     |                             | 福田陽一郎          | 和田旭        |
| 82 | 7月24日～ 7月27日 | 田舎の王様 TOKYOへ行く          | 布川敏和、可愛かずみ、柳沢慎吾、所ジョージ、 真弓倫子、田中律子、西川弘志、芹沢直美              |                             | 大平昌秀            | 小田切正明    |
| 83 | 7月31日～ 8月3日  | 淋しい女は太る                  | 渡辺えり子、細川俊之、黒木瞳、緒形幹太                                                           |                             | 水谷龍二            | 清弘誠        |
| 84 | 8月7日～ 8月10日  | あ～あ小市民                    | 嘉門達夫、室井滋、小野みゆき、 石黒賢、三宅裕司                                                  |                             | 河本瑞貴            | 合月勇        |
| 85 | 8月14日～ 8月17日 | オトコたちに乾杯                | 小西博之、山口良一、青田浩子、 アパッチけん、原日出子                                            |                             | 倉沢左知代          | 小原宏裕      |
| 86 | 8月21日～ 8月24日 | あぶないマドンナたち            | 高田純次、岡本麗、西山浩司、 ポール牧、佐原健二、岡本麗                                          |                             | 大原豊              | 辻理          |
| 87 | 8月28日～ 8月31日 | 白鳥麗子でございます!           | 鈴木保奈美、野々村真、森口博子、 藤本正則、清水美子                                              | 鈴木由美子                  | 金春智子            | 助田卓        |
| 88 | 9月4日～ 9月7日   | クロワッサン症候群              | 秋野暢子、池田裕子、寺泉憲、 中村れい子                                                          | 松原惇子                    | 小林政広            | 坂崎彰        |
| 89 | 9月11日～ 9月14日 | ピンク色のメイドさん            | コント赤信号、黒木香、山口美也子                                                                 |                             | 布勢博一            | 真船禎        |
| 90 | 9月18日～ 9月21日 | 結婚狂時代                      | 松本伊代、佐藤B作、山口良一、横山道代、 緋多景子、此島愛子、二瓶鮫一                             |                             | 吉村ゆう            | 山津俊一      |
| 91 | 9月25日～ 9月28日 | 同・級・生は七変化              | 高田純次、池畑慎之介、七瀬なつみ、佳那晃子                                                       |                             | 田中一彦            | 小川定孝      |